# Varena
Varena – miejscowość i gmina we Włoszech, w regionie Trydent-Górna Adyga, w prowincji Trydent.
Według danych na rok 2004 gminę zamieszkiwało 791 osób, 34,4 os./km².

## Urodzeni w Varena
- Gian Maria Monsorno (1768-1836), malarz[1]